# Livistona inermis
Livistona inermis är en enhjärtbladig växtart som beskrevs av Robert Brown. Livistona inermis ingår i släktet Livistona och familjen Arecaceae. Inga underarter finns listade i Catalogue of Life.